# Större kronduva
Större kronduva (Goura scheepmakeri) är en fågel i familjen duvor inom ordningen duvfåglar.

## Utseende och läten
Större kronduva är liksom alla kronduvor en blågrå mycket stor marklevande duva med en solfjäderformad tofs, denna art med en kroppslängd på hela 71–79 cm. Tofsen är omönstrat grå och undersidan djupt rödbrun från hals till stjärt. Liknande solfjäderskronduvan har vita spetsar på tofsen och mindre utbrett rödbrunt på bröstet. Vattenkronduvan är rödbrun även på strupen och vingtäckarna (större kronduva är grå), medan nedre delen av buken är grå. Ögat är rött, näbben mörkt blågrå och benen purpurröda.
Lätet är ett djupt och ihåligt dånande, som ett dunkande hjärta: "boom-boom, boom-boom...", något påminnande om en kasuar. Eventuella skillnader mot vattenkronduvan har inte dokumenterats.

## Utbredning och systematik
Arten förekommer på Nya Guinea, utmed kusten på sydöstra delen av ön från Hall Sound till Orangerie Bay. Tidigare behandlades denna art och vattenkronduva (Goura sclateri), då med det svenska trivialnamnet rödbröstad kronduva, och vissa gör det fortfarande. DNA-studier visar att scheepmakeri är systerart till solfjäderskronduva snarare än sclateri.

## Levnadssätt
Arten bebor både torr och fuktig regnskog i låglänta områden och lägre bergstrakter, lokalt upp till 800 meters höjd och möjligen ännu högre. Fågeln håller sig på marken där den livnär sig av frön, bär och fallfrukt. Den kan ses i grupper om tre till sju fåglar, mer sällsynt hela tio till 30 individer. En fågel skrämdes iväg från sitt bo i början av augusti.

## Status
Artens bestånd uppskattas preliminärt till färre än 10 000 vuxna individer. Den tros också minska i antal till följd av skogsavverkingar och jakt. Den är upptagen på internationella naturvårdsunionen IUCN:s röda lista som sårbar.

## Namn
Fågelns vetenskapliga artnamn hedrar Cornelis Scheepmaker (född 1838), en holländsk handlare i och samlare av specimen som försåg Otto Finsch med ett levande exemplar från Amsterdams zoo.